# Silverwater, New South Wales
Silverwater este o suburbie în Sydney, Australia.